# Xã Mayfield, Quận Pennington, Minnesota
Xã Mayfield (tiếng Anh: Mayfield Township) là một xã thuộc quận Pennington, tiểu bang Minnesota, Hoa Kỳ. Năm 2010, dân số của xã này là 51 người.